# Léon Foucault
Jean Bernard Léon Foucault (18 de setembre del 1819- 11 de febrer del 1868), fou un físic francès conegut per haver demostrat experimentalment la rotació de la Terra mitjançant un enorme pèndol (el pèndol de Foucault).
Entre altres contribucions, el 1862 va mesurar la velocitat de la llum; va descobrir el corrent de remolí anomenat també corrents de Foucault, va fer les primeres fotografies del Sol i va inventar el giroscopi.

## Biografia

### Primers anys
Fill d'un editor, Foucault va néixer a París el 18 de setembre de 1819. Després d'una educació rebuda principalment a casa, va estudiar medicina, que va abandonar en favor de la física a causa d'una fòbia a la sang. Primer va dirigir la seva atenció a la millora dels processos fotogràfics de Louis Daguerre. Durant tres anys va ser assistent experimental d’Alfred Donné (1801–1878) en el seu curs de conferències sobre anatomia microscòpica.
Amb Hippolyte Fizeau va dur a terme una sèrie d'investigacions sobre la intensitat de la llum del sol, en comparació amb la del carboni a la làmpada d'arc, i de la calç a la flama de la sabatilla d'oxihidrogen; sobre la interferència de la radiació infraroja i dels raigs de llum que difereixen molt en la longitud del camí; i sobre la polarització cromàtica de la llum.
L'any 1849, Foucault va demostrar experimentalment que les línies d'absorció i d'emissió que apareixen a la mateixa longitud d'ona es deuen ambdues al mateix material, i la diferència entre les dues prové de la temperatura de la font de llum.

### Joventut
Va fer la demostració del pèndol el 26 de març del 1851 al Panteó de París (Le Panthéon). Va oficiar de pèndol una bala de canó de 25 quilos, penjada de la cúpula de l'edifici per mitjà d'un cable de 68 metres de llarg, i que trigava setze segons per anar i tornar cada vegada. Adherit a la bala, en la seva part inferior, hi havia un xicotet estil i el sòl del Panteó estava cobert de sorra. En cada anada i tornada l'estil deixava una marca diferent de la sorra, cadascuna d'aquestes uns dos mil·límetres a l'esquerra de l'anterior perquè la Terra girava.
La seva demostració el 1851 del moviment diürn de la Terra per la rotació del pla d'oscil·lació d'un pesant i llarg pèndol lliurement suspès en el Panteó de París, causà una sensació tan gran en el món dels lletrats com en el món popular, ja que fou la primera demostració dinàmica de la rotació de la Terra. En els anys següents, inventà (i donà nom) al giroscopi com una comprovació experimental conceptualment més simple. El 1855, va rebre la Medalla Copley de la Royal Society per les seves «notables investigacions experimentals». Anteriorment, aquell mateix any, fou nomenat physicien (físic) de l'observatori Imperial de París.
El setembre del 1855, va descobrir que la força requerida per a la rotació d'un disc de coure augmenta quan se'l fa rotar entre els pols d'un imant; al mateix temps, el disc comença a escalfar-se pels corrents de Foucault induïdes en el metall.
Foucault inventà el 1857 el polaritzador que duu el seu nom, i en els anys següents va concebre un mètode per provar els miralls dels telescopis reflectius per a determinar la seva forma. La denominada "prova Foucault" va permetre al treballador determinar si el mirall és perfectament esfèric, o si està deformat. Anteriorment a la invenció de Foucault, la prova de miralls de telescopi era un procés de "prova i error".
La prova de la vora del ganivet de Foucault (Foucault's knife edge test) determina la forma d'un mirall trobant les distàncies focals de les seves àrees, mesurades des del centre del mirall. A la prova, la llum d'una font puntual se centra al mig de curvatura del mirall i es reflecteix cap a la vora d'un ganivet. La prova permet quantificar la secció cònica del mirall, cosa que permet així validar la forma real del mirall, que és necessària per obtenir un rendiment òptim del sistema òptic. La prova de Foucault s'utilitza fins ara, sobretot per fabricants de telescopis aficionats i comercials més petits, ja que és barata i utilitza equips senzills i de fàcil fabricació.
Amb el mirall giratori de Charles Wheatstone, el 1862, Foucault determinà la velocitat de la llum en 298.000 km/s, 10.000 km/s menys que l'obtinguda per anteriors experimentadors i només 0,6% de diferència amb el valor actualment acceptat.

### Darrers anys
El 1862, fou nomenat membre del Bureau des Longitudes i oficial de la Légion d'Honneur. El 1864, fou nomenat membre de la Royal Society de Londres, i l'any següent de la secció mecànica de l'institut. El 1865, es publicaren els seus articles sobre una modificació del regulador de James Watt, sobre el qual havia estat experimentant feia un temps amb la idea de constatar el seu període de revolució, en un nou aparell per a regular la llum elèctrica; i l'any següent mostrà com, per la deposició d'una prima i transparent capa de plata en l'extrem exterior de l'objectiu d'un telescopi, podia observar-se el Sol sense danyar-se els ulls.
Abans de la seva mort va retornar al catolicisme que prèviament havia abandonat.
Foucault morí del que probablement fou un desenvolupament ràpid d'esclerosi múltiple l'11 de febrer del 1868 a París i fou enterrat al cementiri de Montmartre.

## Llegat
L'asteroide 5668 Foucault va ser nomenat en honor seu.
El seu és un dels 72 noms inscrits a la Torre Eiffel.